# Aberratio ictus
Aberratio ictus (error en el golpe) es una expresión que designan usualmente una serie de casos, en algunos delitos de resultado, en los que el sujeto dirige efectivamente su conducta contra un determinado objeto, pero no consigue lesionarlo, produciéndose el efecto lesivo en otro objeto.
Ej.: A quiere matar a su enemigo B y contra él apunta su arma, pero, sea que apunta mal, sea que el aparato de puntería del arma es defectuoso, etc., el caso es que no es B quien resulta muerto sino C, que se hallaba en las proximidades. El error se produce, pues, en la ejecución. 
Se habrá cometido un homicidio culposo consumado (respecto de C) en concurso ideal con un delito de homicidio en grado de tentativa (de B).
Ambos delitos no pueden entrar en concurso real de delitos, entran en concurso ideal de delitos, la diferencia entre ambos concursos es muy trascendente debido a los diferentes efectos penológicos que se producen sobre el reo. En el concurso ideal una acción provoca varios delitos. 
En el concurso real se sancionan todos los delitos cometidos por lo que la sanción será mayor que en el concurso ideal. En el caso del ejemplo el concurso ideal se da porque la única acción de dispararle a B provocó dos delitos, intento de homicidio a B, y homicidio por imprudencia, en relación con C que fue quien realmente murió por la desviación del disparo dirigido a B, puesto que cuando se intenta un delito se hace consciente del daño que se causará mientras que en los delitos por imprudencia no se quiere hacer el daño, este ocurre por falta de prudencia, en este caso A no quería matar a C, pero debió prever que dispararle a B estando este cerca de C podía causarle la muerte a C si fallaba la puntería)
Otra manera de resolver este mismo caso es alegar que A cometió un solo delito de homicidio intencional consumado, puesto que a la Ley lo que le interesa en el delito de homicidio es que una persona no mate a otra persona, independientemente de si la persona que muere es B o es C, al fin y al cabo A quería matar a una persona y a una persona mató. 

Error in personam (error en la persona), se diferencia del aberratio ictus en que aquí el error versa sobre el objeto mismo. En el caso del párrafo anterior el individuo dirige su arma y hace fuego contra quien es realmente su enemigo, si bien hiere a otro. En la hipótesis que nos ocupa, el autor hace fuego sobre una persona distinta, suponiendo que es aquella a la que se quiere herir. El actor dispara sobre Pedro confundiéndolo con Juan.
De modo que el error surgiría aquí ya antes del comienzo de la ejecución o, de aparecer durante la misma, no provocaría una desviación de esta en forma incontrolada por el sujeto. El ejemplo, también clásico, es el siguiente: A, queriendo eliminar a B, le espera apostado en un camino. Al aproximarse alguien, cree reconocerle, de modo que apunta su arma contra él haciendo un blanco perfecto. Pero resulta que ese (alguien) no era B, sino el paseante C (o, en otra variante, el padre de A).(En este caso se puede alegar  mismo fundamento que en el aberratio ictus, cuando se dice que  a  la ley lo que le interesa en el delito de homicidio es que una persona no mate a otra persona, independientemente de si la persona que muere es B o es C, al fin y al cabo A quería matar a una persona y a una persona mató, por lo tanto A responderá por un delito intencional de Homicidio.)